# Mengeary Point
Mengeary Point är en udde i territoriet Falklandsöarna (Storbritannien). Den ligger i den östra delen av ögruppen, 11 km nordost om huvudstaden Stanley.